# Prix Hermann-Kesten
Le prix Hermann-Kesten (Hermann-Kesten-Preis), auparavant médaille Hermann-Kesten est un prix littéraire allemand présenté chaque année depuis 1985 pour encourager des écrivains, éditeurs et journalistes persécutés, au nom du PEN club allemand (PEN-Zentrum Deutschland) en conformité avec les principes énoncés par la Charte portant fondation du PEN Club International. Il porte le nom de l'écrivain allemand Hermann Kesten (1900-1996).

## lauréats
- 1985 : Helmut Frentz
- 1987 : Kathleen von Simson
- 1989 : Angelika Mechtel
- 1991 : Christa Bremer
- 1993 : Johannes Mario Simmel
- 1994 : Carola Stern
- 1995 : Günter Grass
- 1996 : Victor Pfaff
- 1997 : Said, écrivain iranien
- 1998 : Hermann Schulz
- 1999 : Alexandre Tkatchenko
- 2000 : Nenad Popovic
- 2001 : Harold Pinter
- 2002 : Sumaya Farhat-Naser et Gila Svirsky
- 2003 : Anna Politkovskaïa, journaliste russe
- 2004 : Bunt statt Braun
- 2005 : Journaliste en danger (JED)
- 2006 : Leonie Ossowski
- 2007 : Agos Hrant Dink
- 2008 : Memorial
- 2009 : Baltasar Garzón
- 2010 : Liu Xiaobo
- 2011 : Mohamed Hashem, éditeur égyptien
- 2012 : Irina Khalip, journaliste biélorusse
- 2013 : Index on Censorship
- 2014 : Wolfgang Kaleck
- 2015 : Madjid Mohit
- 2016 : Can Dündar et Erdem Gül, journalistes turcs
- 2017 : Thomas B. Schumann
- 2018 : Gioconda Belli
- 2019 : Philippe Lançon, journaliste français